# Quietsch… quietsch… wer bohrt denn da nach Öl?
Quietsch… quietsch… wer bohrt denn da nach Öl? (Originaltitel: Pouic-Pouic) ist eine französische Filmkomödie aus dem Jahr 1963 mit Louis de Funès in der Hauptrolle. Es war die erste einer ganzen Reihe von Filmen des Regisseurs Jean Girault mit ihm als Hauptdarsteller.

## Handlung
Der erfolgreiche Börsenspekulant Léonard Monestier bekommt von seiner Frau Cynthia als Geburtstagsgeschenk eine vermeintlich wertlose Erdölkonzession im venezolanischen Urwald. Um das ungeliebte Geschenk wieder loszuwerden, fasst Léonard den Plan, die Konzession dem naiven Millionär Antoine Brévin, der ein Auge auf seine Tochter Patricia geworfen hat, zu verkaufen. Patricia versucht den Avancen dadurch zu begegnen, dass sie einen Taxifahrer als angeblichen Ehemann engagiert. Um Antoine vom Kauf zu überzeugen, überredet Léonard allerdings Simon dazu, seinen Sohn zu spielen, der gerade aus Südamerika angekommen sei. Unerwartet steht plötzlich der echte Paul Monestier in der Tür, mit der südamerikanischen Schönheit Palma im Schlepptau, die er heiraten möchte. Die immer verzweifelteren Versuche, die Angelegenheit zu einer für alle Beteiligten zufriedenstellenden Lösung zu bringen, gelingen am Ende tatsächlich.

## Kritiken
Das Lexikon des Internationalen Films bezeichnet den Film als „groteske Komödienunterhaltung“. FilmsDeFrance meint, er könne seine Bühnenherkunft nicht verbergen und leide ein wenig unter uninspirierter Inszenierung, werde allerdings durch die Darsteller zu einer Tour-de-Force der Komik.